# Czarny Las (województwo opolskie)
Czarny Las – osada leśna w Polsce, położona w województwie opolskim, w powiecie oleskim, w gminie Olesno.